# Bojnice
Bojnice é uma cidade e município da Eslováquia localizado no distrito de Prievidza, região de Trenčín. Possuía 4 900 habitantes em 2008 (estimativa).  Está localizada às margens do rio Nitra.

## Demografia
| Ano:        | 1994 | 2004   | 2014   | 2024   |
| ----------- | ---- | ------ | ------ | ------ |
| Broj ljudi: | 4984 | 4996   | 4900   | 5073   |
| Razlika:    |      | +0,24% | -1,92% | +3,53% |

| Ano:               | 2023 | 2024   |
| ------------------ | ---- | ------ |
| Número de pessoas: | 5013 | 5073   |
| Diferença:         |      | +1,19% |